# Orthion oblanceolatum
Orthion oblanceolatum är en violväxtart som beskrevs av Cyrus Longworth Lundell. Orthion oblanceolatum ingår i släktet Orthion och familjen violväxter. Inga underarter finns listade i Catalogue of Life.